# Primnoidae
Famille
Les Primnoidae sont une famille de cnidaires anthozoaires de l'ordre des Alcyonacea. Ce sont des coraux abyssaux.

## Liste des genres et espèces
Selon World Register of Marine Species (26 novembre 2014) :
- genre Acanthoprimnoa Cairns & Bayer, 2004
- genre Aglaoprimnoa Bayer, 1996
- genre Ainigmaptilon Dean, 1926
- genre Armadillogorgia Bayer, 1980
- genre Arntzia López-González, Gili & Orejas, 2002
- genre Arthrogorgia Kükenthal, 1908
- genre Australisis Bayer & Stefani, 1987
- genre Australogorgia Cairns & Bayer, 2009
- genre Callogorgia Gray, 1858
- genre Callozostron Wright, 1885
- genre Calyptrophora Gray, 1866
- genre Canarya Ocaña & van Ofwegen, 2003
- genre Candidella Bayer, 1954
- genre Convexella Bayer, 1996
- genre Dasystenella Versluys, 1906
- genre Dicholaphis Kinoshita, 1907
- genre Digitogorgia Zapata-Guardiola & Lopez-González, 2010
- genre Fanellia Gray, 1870
- genre Fannyella Gray, 1872
- genre Helicoprimnoa Cairns, 2012
- genre Heptaprimnoa Cairns, 2012
- genre Matanarella Cairns, 2012
- genre Metafannyella Cairns & Bayer, 2009
- genre Microprimnoa Bayer & Stefani, 1989
- genre Mirostenella Bayer, 1988
- genre Narella Gray, 1870
- genre Narelloides Cairns, 2012
- genre Onogorgia Cairns & Bayer, 2009
- genre Ophidiogorgia Bayer, 1980
- genre Paracalyptrophora Kinoshita, 1908
- genre Paranarella Cairns, 2007
- genre Parastenella Versluys, 1906
- genre Perissogorgia Bayer & Stefani, 1989
- genre Plumarella Gray, 1870
- genre Primnoa Lamouroux, 1812
- genre Primnocapsa Zapata-Guardiola & López-González, 2012
- genre Primnoeides Studer & Wright, 1887
- genre Primnoella Gray, 1858
- genre Pseudoplumarella Kükenthal, 1915
- genre Pterostenella Versluys, 1906
- genre Pyrogorgia Cairns & Bayer, 2009
- genre Scopaegorgia Zapata-Guardiola & Lopez-González, 2010
- genre Tauroprimnoa Zapata-Guardiola & Lopez-González, 2010
- genre Thouarella Gray, 1870
- genre Tokoprymno Bayer, 1996

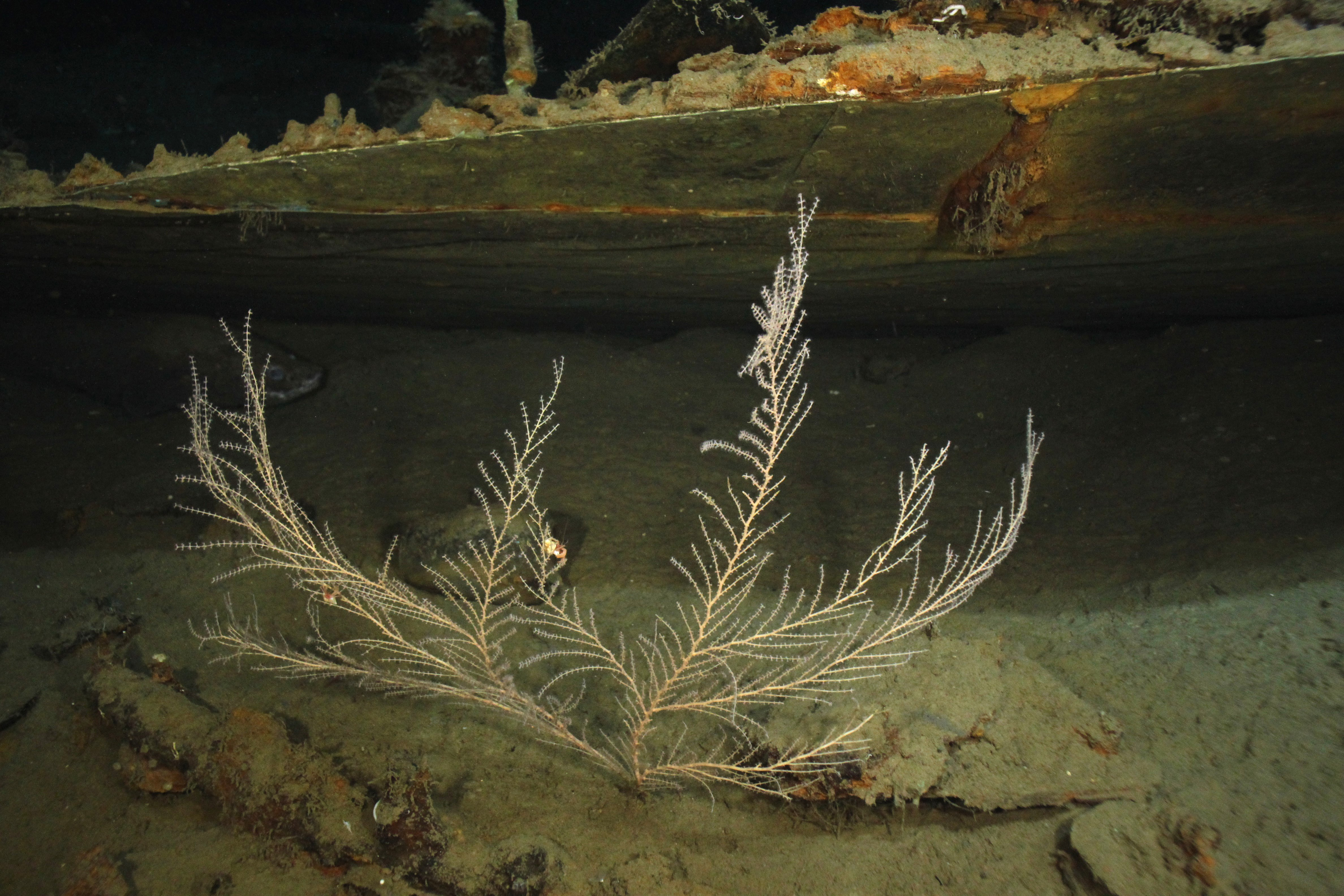
Callogorgia sp.
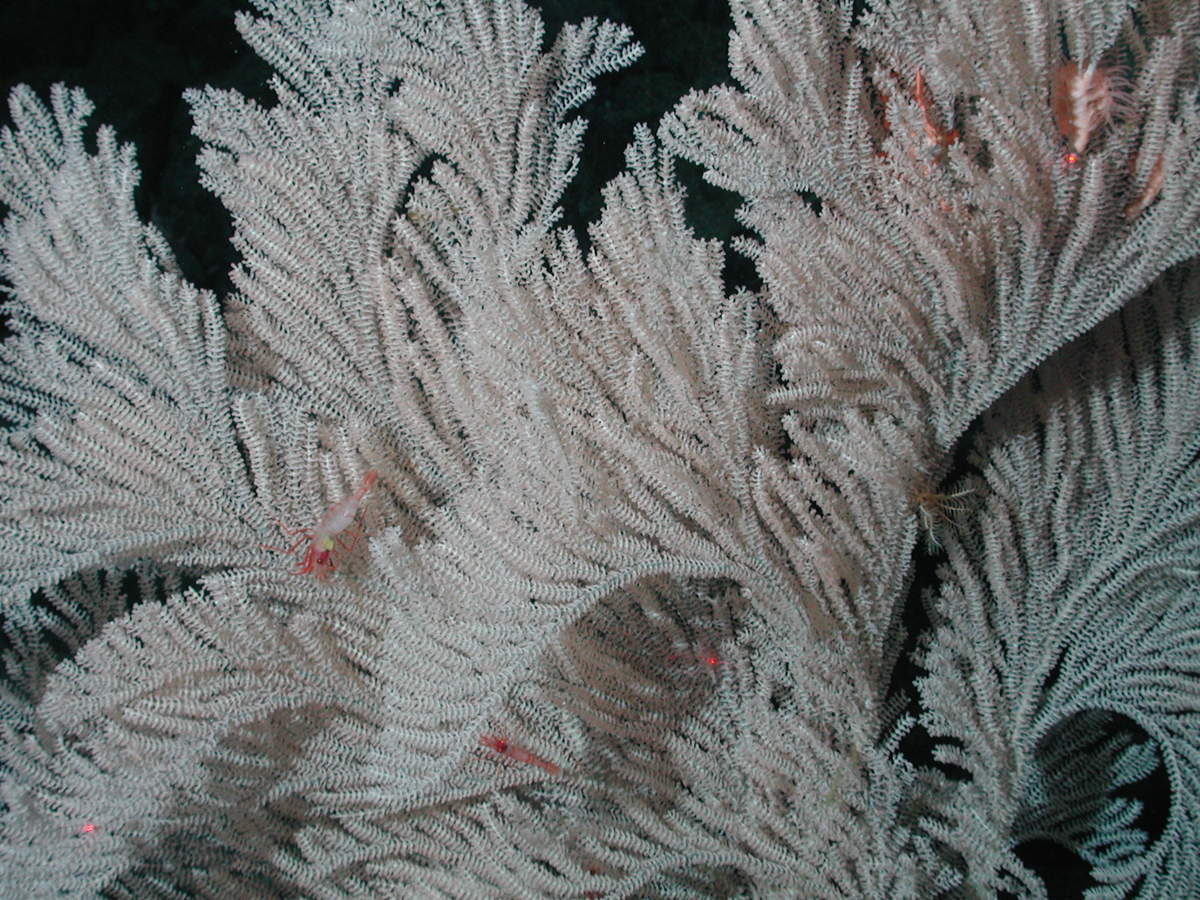
Calyptrophora sp.
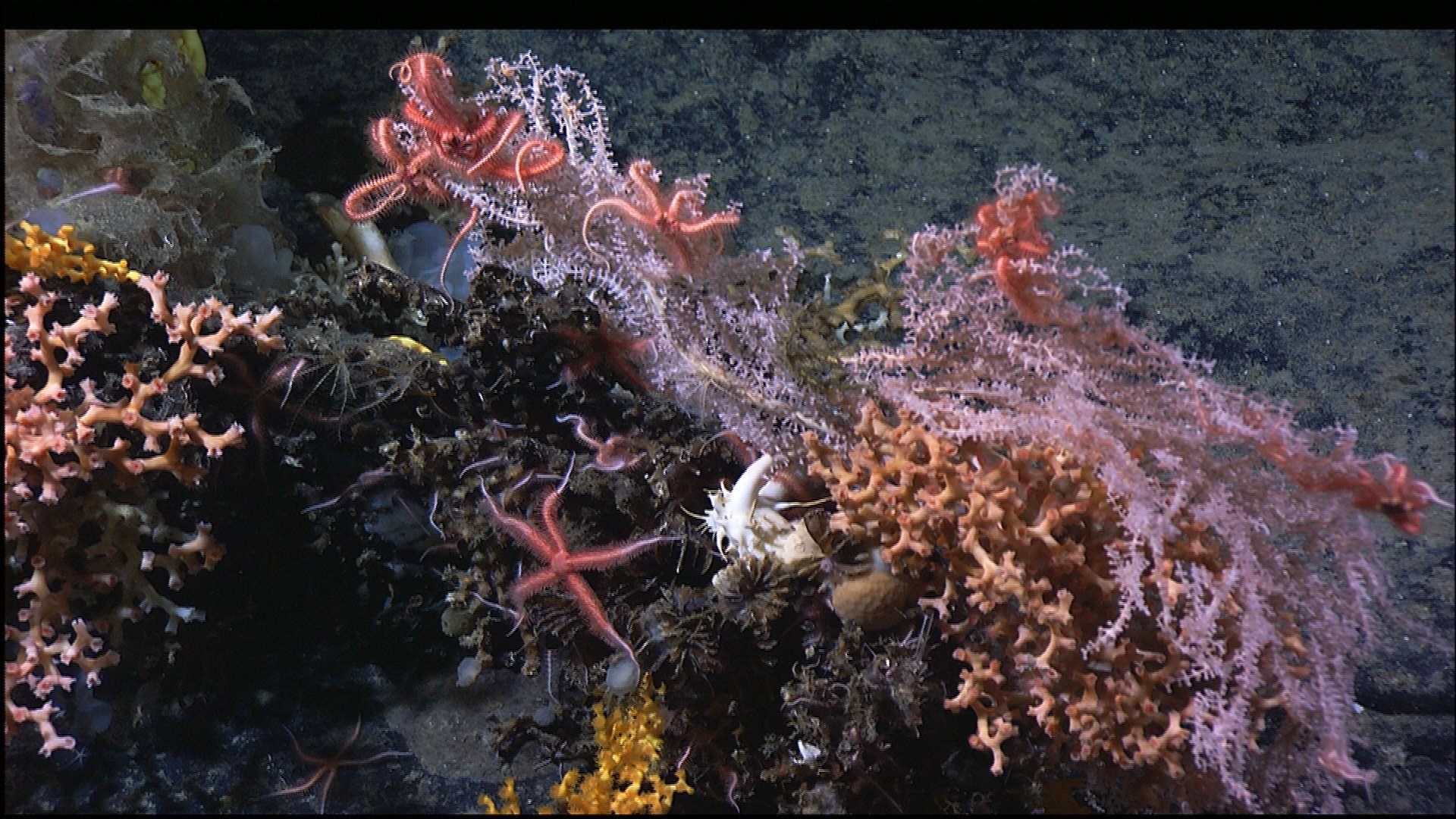
Candidella sp. (avec Lophelia sp. en rose sombre)
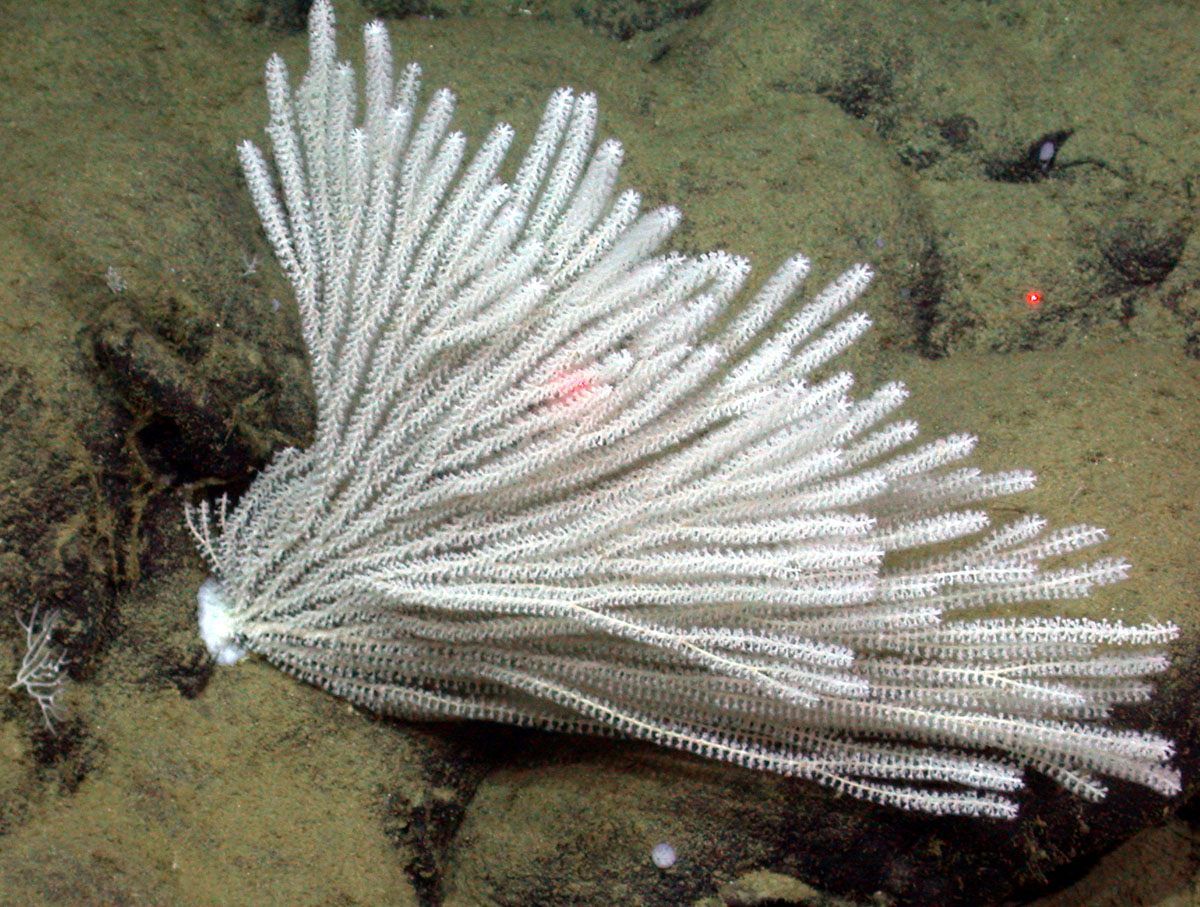
Narella sp.
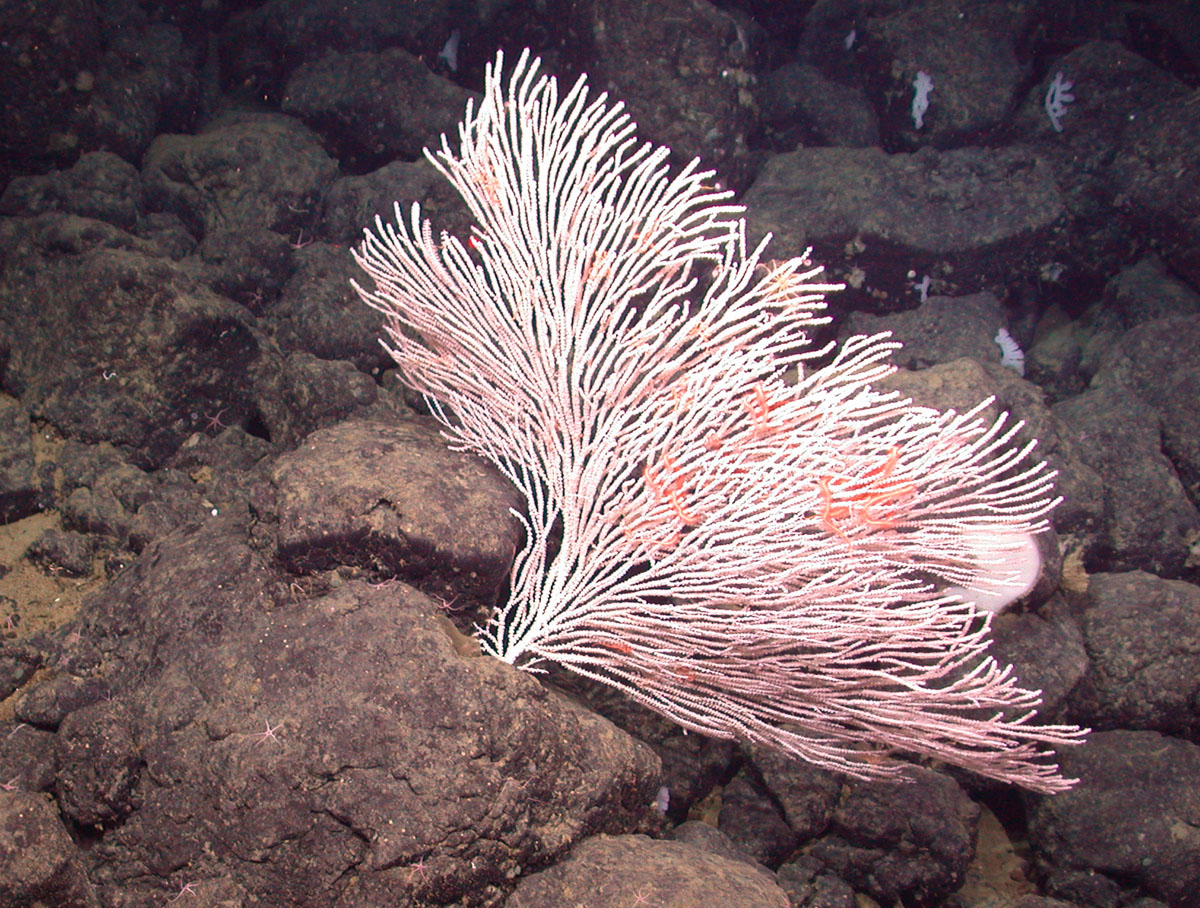
Parastenella sp.
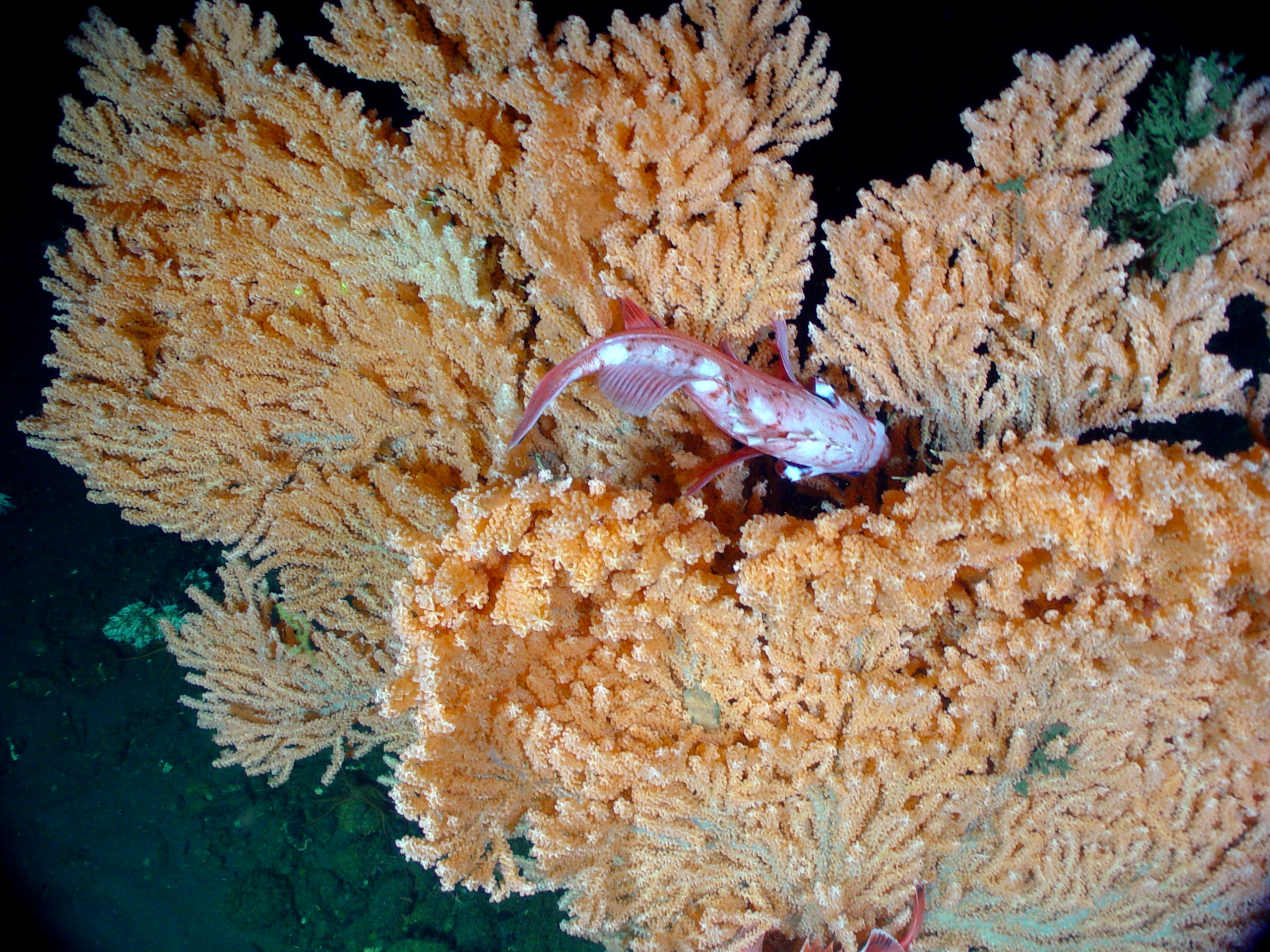
Primnoa